# Jean Louis Antoine de Grave
Jean Louis Antoine de Grave (Groningen,  12 februari 1802 – Gouda,  20 januari 1871) was een Nederlandse burgemeester.

## Leven en werk
De Grave werd in 1802 in Groningen geboren als zoon van de Franse kostschoolhouder Henri Louis de Grave en van Susanne Marguerite Antenen. Hij studeerde rechten aan de Hogeschool van Groningen. In 1823 promoveerde hij op een proefschrift getiteld "De jure suffragiorum". Na zijn studie vestigde zich als advocaat op de Westhaven te Gouda. In 1826 werd hij benoemd tot burgemeester van Stein c.a. In datzelfde jaar trouwde hij – op 12 juni 1826 – te Groningen met Anna Hendrika Salverda, dochter van de griffier van de Staten van Groningen, Matthijs Salverda. In 1842 werd De Grave als burgemeester van Stein c.a. opgevolgd door Aris Prins. In 1851 nam Prins ook de functie van secretaris van de polder Stein van De Grave over. In 1842 werd De Grave benoemd tot wethouder van Gouda als opvolger van J.W. Blanken, die tot burgemeester was benoemd. De Grave zou de functie van wethouder vervullen tot zijn overlijden in 1871. De Grave was ruim 25 jaar lid van de gemeenteraad van Gouda. Van 1840 tot 1850 was De Grave lid van Provinciale Staten van Zuid-Holland. Ook was De Grave van 1835 tot 1867 plaatsvervangend kantonrechter te Gouda. De Grave overleed in november 1871 op 69-jarige leeftijd in Gouda. Hij werd op dinsdag 24 januari 1872 begraven op de oude begraafplaats aan de Prins Hendrikstraat aldaar.